# Wär' Gott nicht mit uns diese Zeit
Wär' Gott nicht mit uns diese Zeit (in tedesco, "Se Dio non fosse con noi in questo momento") BWV 14 è una cantata di Johann Sebastian Bach.

## Storia
Composta nel 1735 per la IV domenica dopo l'epifania, che quell'anno cadde il 30 gennaio, la cantata è basata su testi di Martin Lutero per i movimenti 1 e 5, e su autore anonimo per gli altri movimenti.

## Struttura
La Wär' Gott nicht mit uns diese Zeit  è composta per soprano solista, tenore solista, basso solista, coro, violino I e II, corno da caccia, oboe I e II e basso continuo ed è suddivisa in cinque movimenti:
1. Coro: Wär' Gott nicht mit uns diese Zeit, per tutti.
2. Aria: Unsre Stärke heißt zu schwach, per soprano, corno da caccia, archi e continuo.
3. Recitativo: Ja, hätt' es Gott nur zugegeben, per tenore e continuo.
4. Aria: Gott, bei deinem starken Schützen, per basso, oboi e continuo.
5. Corale: Gott Lob und Dank, der nicht zugab, per tutti.